# 上苏茨巴克
上苏茨巴克（法語：Obersoultzbach，发音：[obəʁsult͡sbak] 或 [obəʁsult͡sbax]；德语：Obersulzbach），或纯音译作欧伯苏茨巴克，是法国下莱茵省的一个市镇，属于萨韦尔讷区和布克斯维莱尔县（Bouxwiller）。该市镇总面积5.16平方公里，2009年时的人口为411人。

## 地名
该地名Obersoultzbach来源于德语Obersulzbach，前缀“Ober-”在德语中意为“上”，且该地与下苏茨巴克（Niedersoultzbach，前缀“Nieder-”在德语中意为“下”；此地或纯音译作“尼德苏茨巴克”）相连。

## 人口
上苏茨巴克人口变化图示